# Continuum (álbum)
Continuum -en español: «Contínuo»- es el tercer álbum de estudio del músico estadounidense John Mayer. Fue lanzado al mercado el 12 de septiembre de 2006 en Estados Unidos. Este álbum marca un cambio musical en el estilo de Mayer, incorporando géneros como el blues y R&B.
Mayer se encargó de la producción del álbum junto al músico Steve Jordan.
Continuum fue tocado en vivo y en las radios varias veces antes de su lanzamiento, después del cual el álbum alcanzó los primeros lugares en las carteleras de varios países y permaneció dentro de Billboard 100 en Estados Unidos por más de un año, después logró obtener doble platino por las ventas en ese país. 
En general, la crítica fue positiva y ayudó a establecer a Mayer como uno de los guitarristas más importantes de su generación. El álbum logró tres nominaciones para los Grammy del 2007, y ganó dos: Mejor Álbum Pop y Mejor Actuación Pop por el sencillo "Waiting on the World to Change", la canción "Belief" fue nominada en los Grammy del 2008 por Mejor Actuación Pop.
En el 2020 el álbum fue incluido en la lista de los 500 mejores álbumes de la revista Rolling Stone, ocupando el puesto 486.

## Lista de canciones
| N.º   | Título                                             | Escritor(es)                        | Duración |  |
| 1.    | «Waiting on the World to Change»                   | John Mayer                          | 3:21     |  |
| 2.    | «I Don't Trust Myself (With Loving You)»           | Mayer                               | 4:52     |  |
| 3.    | «Belief»                                           | Mayer                               | 4:02     |  |
| 4.    | «Gravity»                                          | Mayer                               | 4:05     |  |
| 5.    | «The Heart of Life»                                | Mayer                               | 3:19     |  |
| 6.    | «Vultures»                                         | Mayer, Steve Jordan, Pino Palladino | 4:11     |  |
| 7.    | «Stop This Train»                                  | Mayer                               | 4:45     |  |
| 8.    | «Slow Dancing in a Burning Room»                   | Mayer                               | 4:02     |  |
| 9.    | «Bold as Love» (The Jimi Hendrix Experience cover) | Jimi Hendrix                        | 4:18     |  |
| 10.   | «Dreaming with a Broken Heart»                     | Mayer                               | 4:07     |  |
| 11.   | «In Repair»                                        | Mayer, Charlie Hunter               | 6:09     |  |
| 12.   | «I'm Gonna Find Another You»                       | Mayer                               | 2:43     |  |
| 48:34 |                                                    |                                     |          |  |

| Reedición del 2008 |        |              |          |  |
| N.º                | Título | Escritor(es) | Duración |  |
| 13.                | «Say»  | Mayer        | 3:49     |  |
| 53:51              |        |              |          |  |

| Reedición del 2007 |                                              |                                                    |          |  |
| N.º                | Título                                       | Escritor(es)                                       | Duración |  |
| 1.                 | «Vultures»                                   | Mayer, Jordan, Palladino                           | 5:40     |  |
| 2.                 | «Belief»                                     | Mayer                                              | 6:04     |  |
| 3.                 | «Waiting on the World to Change»             | Mayer                                              | 3:39     |  |
| 4.                 | «Dreaming with a Broken Heart»               | Mayer                                              | 4:15     |  |
| 5.                 | «I Don't Need No Doctor» (Ray Charles cover) | Joseph Armstead, Nickolas Ashford, Valerie Simpson | 5:54     |  |
| 6.                 | «Gravity»                                    | Mayer                                              | 10:20    |  |
| 36:43              |                                              |                                                    |          |  |